# 公主花園
公主花園（英語：Princess Gardens）是加拿大安大略省多倫多的一個社區。它位於多倫多西部地區的怡陶碧谷。它的邊界是北部的艾靈頓路（Eglinton Avenue）、西部的馬田高道（Martin Grove Road）、東部的伊斯靈頓路（Islington Avenue）和南部的華富賓道（Rathburn Road）。該地區的東南部是塘巒村（Thorncrest Village）社區。社區分為兩個區域。基伯齡路（Kipling Avenue）以東的部分被稱為安妮公主莊園（Princess Anne Manor），而基伯齡路以西的部分則被稱為瑪嘉烈公主花園（Princess Margaret Gardens）。它們以加拿大皇室成員安妮長公主及瑪嘉烈公主命名。該社區的西南部有時也被稱為己連亞加（Glen Agar）。

## 特徵
這是戰後發達的住宅區。它的主要街道是艾靈頓路（Eglinton Avenue），一條四車道的主幹道，沿著街區的北部東西走向。沿著這條路，住宅區又回到了艾靈頓路。南北方向是馬田高道、基伯齡路及伊斯靈頓路，都是四車道的主幹道，兩邊都有獨立住宅。房屋的密度很低，道路格局一般都是彎道通向盡頭路，以減少車流量。
該地區主要沿登打士街（Dundas Street）以北的京士威道（The Kingsway）的延伸部分建造，在京士威的北部延伸部分因登打士街和皇家約克道（Royal York Road）的公路式交匯處的施工而與南部切斷後，該地區的發展方式與南部的京士威（The Kingsway）社區完全不同。就像南部的京士威社區一樣，公主花園的許多街道都以皇室成員的名字命名，例如京士威道、佐治皇子徑（Prince George Drive）、瑪嘉烈公主道（Princess Margaret Boulevard）、安妮公主坊（Princess Anne Crescent）。

## 教育

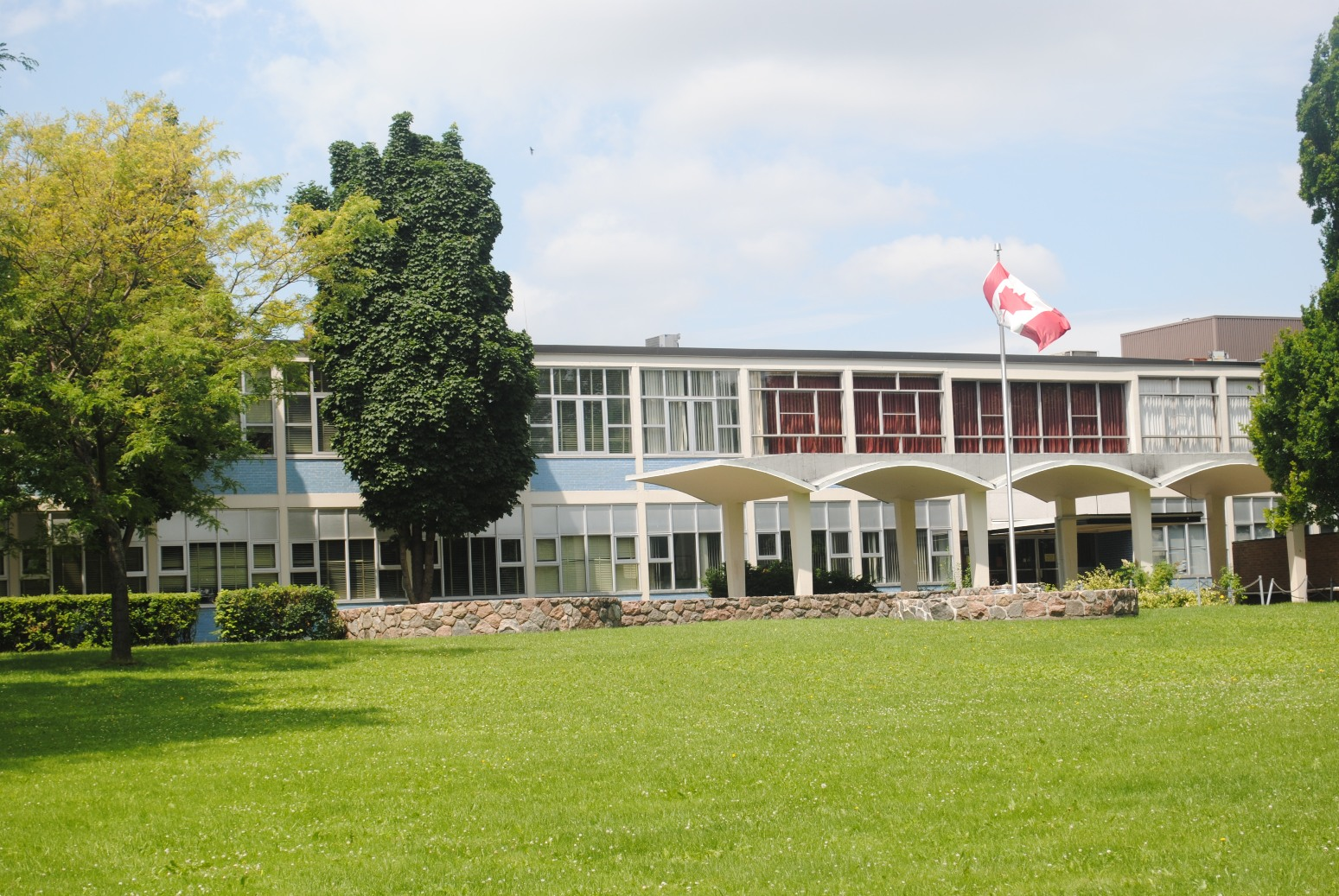
富景書院（Richview Collegiate Institute）是一所位於公主花園的中學。

該社區是由多倫多公校教育局（TDSB）和多倫多天主教教育局（TCDSB）運營的學校的所在地。TDSB是唯一一家在公主花園社區運營中學的公校教育局，其運營有馬田高書院（Martingrove Collegiate Institute）和富景書院（Richview Collegiate Institute）。
位於公主花園社區的TDSB及TCDSB小學包括：
- 奧特豪斯中級學校（John G. Althouse Middle School），一所位於安大略省多倫多的中學，靠近雷丹彌莊園徑（Lloyd Manor Drive）夾瑪嘉烈公主道（Princess Margaret Boulevard）的路口。
- 聖佐治初級學校（St George's Junior School），安妮公主坊（Princess Anne Crescent）上的一所公立小學，位於瑪嘉烈公主道南側的安妮公主莊園（Princess Anne Manor）區域。學校於1956年首次開學，並於1960年擴建，包括額外的教室空間。
- 玫瑰刺初級學校（Rosethorn Junior School），是Remington Drive上的一所公立小學，靠近華富賓道夾基伯齡路的路口。 它於1952年作為幼稚園至8年級學校首次開學，但由於入學人數下降，於1984年關閉。 它於1996年9月作為一所法語沉浸式幼稚園至5年級學校重新啟用。
- 聖額我略天主教小學（St Gregory Catholic Elementary School）

除了公立學校，社區還有一所私立的蒙台梭利學校——鳳凰蒙台梭利學校（Phoenix Montessori School）。

## 設施

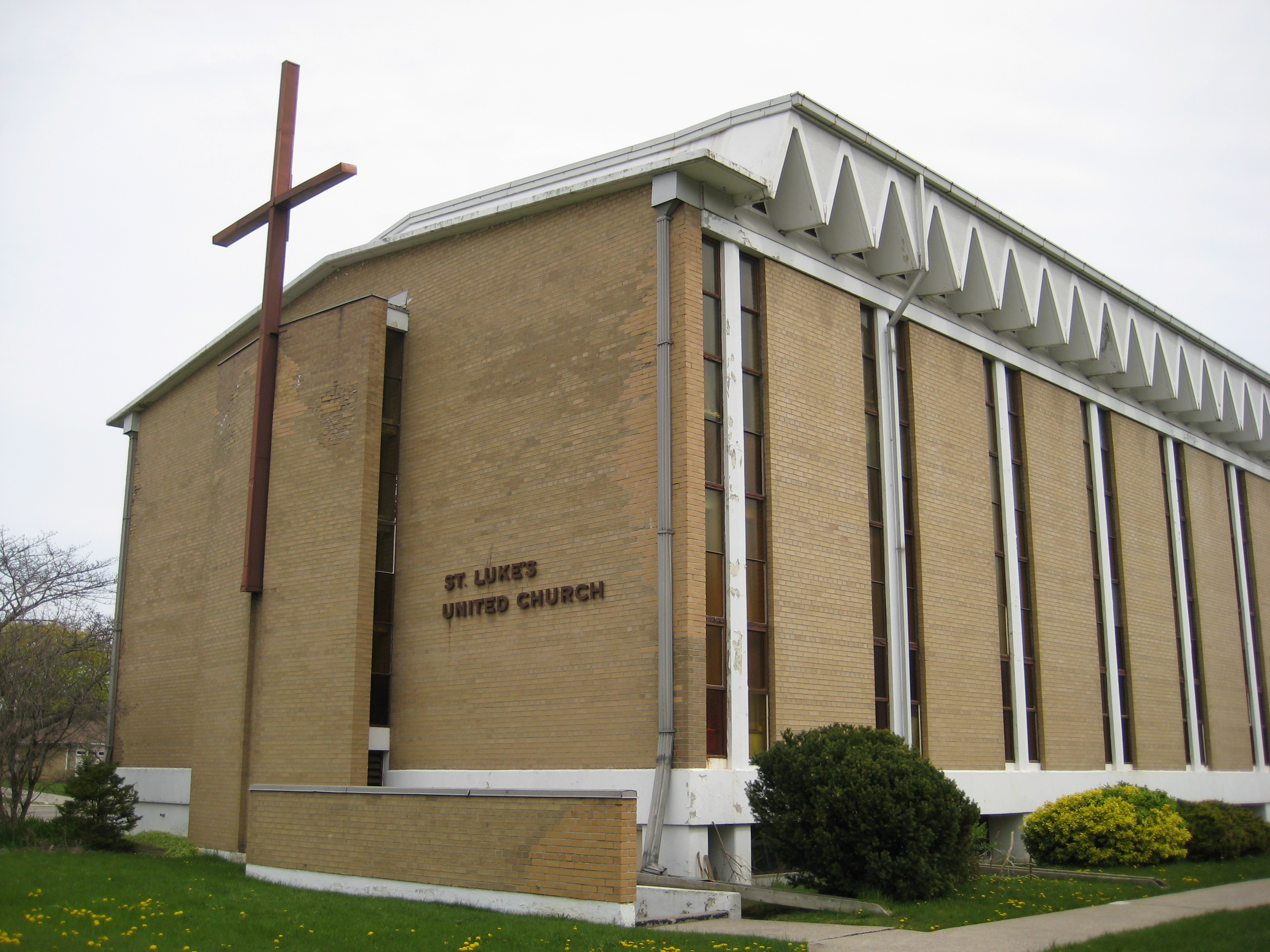
聖路加聯合教會（St. Luke's United Church）是位於社區的禮拜場所。

- 聖佐治哥爾夫球會（St. George's Golf and Country Club）
- 安妮公主公園（Princess Anne Park）
- 瑪嘉烈公主公園（Princess Margaret Park）
- 玫瑰刺公園（Rosethorn Park）

### 教堂
- 聖路加聯合教會（St Luke's United Church）
- 聖額我略天主堂（St Gregory Roman Catholic Church）

## 外部連結
- Toronto Neighbourhoods Guide - Princess Anne Manor and Princess Gardens （页面存档备份，存于）
- Princess-Rosethorn Neighbourhood profile （页面存档备份，存于）